# Правительство Мурманской области
Правительство Мурманской области — высший орган исполнительной власти в Мурманской области.

## Полномочия
Согласно ст. 70 Устава Мурманской области, правительство:
- разрабатывает и осуществляет меры по обеспечению комплексного социально-экономического развития Мурманской области, участвует в проведении единой государственной политики в области финансов, науки, образования, здравоохранения, культуры, физической культуры и спорта, социального обеспечения, безопасности дорожного движения, экологии;
- осуществляет в пределах своих полномочий меры по реализации, обеспечению и защите прав и свобод человека и гражданина, охране собственности и общественного порядка, противодействию терроризму и экстремизму, борьбе с преступностью;
- разрабатывает для представления Губернатором области в областную Думу проект областного бюджета;
- готовит ежегодные отчеты о результатах своей деятельности, в том числе по вопросам, поставленным областной Думой, для представления их Губернатором области в областную Думу;
- готовит сводный годовой доклад о ходе реализации и об оценке эффективности государственных программ Мурманской области, ежегодные отчеты о ходе исполнения плана мероприятий по реализации стратегии социально-экономического развития Мурманской области для представления их Губернатором области в областную Думу;
- определяет порядок разработки и корректировки документов стратегического планирования, разрабатываемых на региональном уровне, и утверждает (одобряет) такие документы;
- обеспечивает исполнение областного бюджета и готовит отчет о его исполнении для представления Губернатором области в областную Думу;
- управляет и распоряжается собственностью Мурманской области в соответствии с законами Мурманской области, а также управляет федеральной собственностью, переданной в управление Мурманской области в соответствии с федеральными законами и иными нормативными правовыми актами Российской Федерации;
- устанавливает цены и тарифы, а также платежи, установление которых отнесено федеральными законами и иными нормативными правовыми актами Российской Федерации к полномочиям органов исполнительной власти субъектов Российской Федерации;
- осуществляет возложенные на него полномочия, установленные нормативными правовыми актами Президента Российской Федерации и нормативными правовыми актами Правительства Российской Федерации, предусматривающими передачу осуществления органам исполнительной власти субъектов Российской Федерации отдельных полномочий федеральных органов исполнительной власти в соответствии с законодательством Российской Федерации;
- формирует иные органы исполнительной власти области;
- согласовывает представление Генерального прокурора Российской Федерации о назначении прокурора Мурманской области;
- вправе обращаться в Правительство Российской Федерации по вопросам своей компетенции;
- вправе предложить органам и должностным лицам местного самоуправления привести в соответствие с законодательством Российской Федерации и (или) законодательством Мурманской области изданные ими правовые акты в случае, если эти акты противоречат Конституции Российской Федерации, федеральным законам и иным нормативным правовым актам Российской Федерации, Уставу, законам и иным нормативным правовым актам Мурманской области, а также вправе обратиться в суд по этим вопросам;
- осуществляет иные полномочия, установленные федеральными законами и законами Мурманской области, а также соглашениями с федеральными органами исполнительной власти.

## Состав
- Ковтун, Марина Васильевна, Губернатор
- Тюкавин, Алексей Михайлович, Первый заместитель Губернатора
- Векшин, Анатолий Андреевич, Заместитель Губернатора
- Дурягин, Роман Анатольевич, Заместитель Губернатора
- Кузнецова, Ольга Александровна, Заместитель Губернатора
- Никора, Евгений Викторович, Заместитель Губернатора
- Погребняк, Инна Олеговна, Заместитель Губернатора
- Гноевский, Владимир Николаевич, Министр энергетики и жилищно-коммунального хозяйства
- Дягилева, Елена Васильевна, Министр финансов
- Иванов, Андрей Степанович, Министр рыбного и сельского хозяйства
- Кан, Леонид Вильгельмович, Министр строительства и территориального развития
- Ковшира, Ирина Александровна, Министр образования и науки
- Мазунов, Олег Анатольевич, Министр имущественных отношений
- Мякишев, Сергей Борисович, Министр социального развития
- Перетрухин, Валерий Геннадьевич, Министр здравоохранения
- Почкин, Максим Михайлович, Министр юстиции
- Руусалеп, Дмитрий Аугустович, Министр природных ресурсов и экологии
- Соснин, Дмитрий Алексеевич, Министр транспорта и дорожного хозяйства
- Тихонова, Елена Михайловна, Министр экономического развития
- Федько, Валерий Станиславович, Руководитель Аппарата Правительства
- Филиппов, Дмитрий Дмитриевич, Министр развития промышленности и предпринимательства
- Шинкарчук, Глеб Григорьевич, Министр по внутренней политике и массовым коммуникациям

## Представитель вСовете ФедерацииФедерального Собрания
1. Гурьев Андрей Григорьевич — полномочия признаны 23 ноября 2001 г. — подтверждены 15 апреля 2004 г. — продлены 30 марта 2007 г. — переутверждены 7 июля 2009 г. — прекращены досрочно 29 мая 2013 г.
2. Чернышенко Игорь Константинович — полномочия признаны 6 июня 2013 г. — истекают в сентябре 2019 г.
3. Долгов Константин Константинович — полномочия признаны с 27 сентября 2019 года